# Marinejegerkommandoen

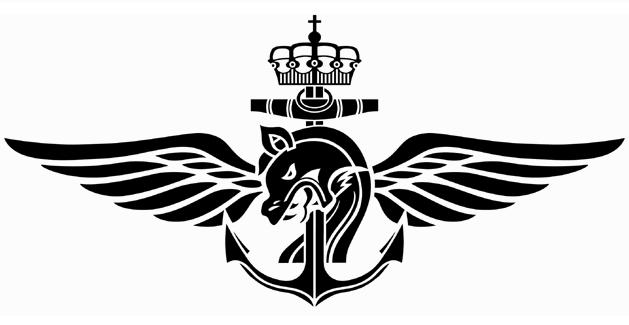
Wappen des MJK

Das Marinejegerkommandoen (MJK) ist eine seit 1953 bestehende Spezialeinheit der norwegischen Marine. Bis 1968 wurde sie als Froskemenn bezeichnet. Zu seinen Aufgaben zählen der Kampf gegen irreguläre Kräfte, die Fernaufklärung, der Schutz von Einrichtungen der Marine und der Antiterrorkampf.

## Rekrutierung und Auswahl
Ähnlich wie bei den Spezialkräften anderer europäischer Staaten müssen sich die Bewerber beim Marinejegerkommandoen einem harten und komplexen Auswahlverfahren unterziehen, um mit der Ausbildung zum Kampfschwimmer beginnen zu können. Über den Eignungstest ist wenig bekannt. Er beinhaltet u. a. eine „Fluchtphase“, in der die Kandidaten mit jeweils 60 kg Gepäck über weite Entfernungen und mehrere Tage verfolgt werden. Einmal gefangen genommen, muss sich jeder Bewerber einer 36-stündigen „Verhörphase“ stellen, in der überprüft wird, wie die potentiellen Anwärter auf hohe psychische Belastung reagieren.
Wer dieses Auswahlverfahren erfolgreich absolviert hat, beginnt im Anschluss eine zwei Jahre dauernde Ausbildung zum Kampfschwimmer.

## Gliederung
Das Marinejegerkommandoen gliedert sich in zwei Einheiten, von der sich die eine in Ramsund in Nordnorwegen und die andere auf dem Marinestützpunkt Haakonsvern in Bergen befindet. 
Das MJK ist ein fester Bestandteil der norwegischen Spezialkräfte und wird sowohl im In- als auch im Ausland zur Durchsetzung norwegischer Interessen in der Außen- und Sicherheitspolitik eingesetzt.

## Internationale Einsätze
Zu den bekanntesten Einsätzen des MJK in letzter Zeit gehört der „Kampf gegen den internationalen Terrorismus“ in Afghanistan. Im Februar 2005 wurden die Marinejeger von US-Präsident George W. Bush mit der Navy Presidential Unit Citation, der höchsten von den USA für militärische Einheiten verliehenen Auszeichnung, für ihren Einsatz am Hindukusch ausgezeichnet. 
Seit Jahrzehnten wird gemutmaßt, dass das MJK während der Anfangsphase des Vietnamkrieges an der Verlegung von amerikanischen Truppen nach Vietnam beteiligt war. Dies wurde von offizieller Seite nie bestätigt.
Obwohl das Marinejegerkommandoen nicht denselben internationalen Bekanntheitsgrad wie beispielsweise die amerikanischen Navy SEALs, der britische SAS und die deutsche Kampfschwimmerkompanie besitzt, zählt es doch zu den professionellsten militärischen Spezialeinheiten der NATO. Regelmäßig trainieren die Marinejeger mit Partnereinheiten aus den USA, Deutschland, Großbritannien und den Niederlanden.